# Корсари Булонського лісу (фільм)
«Корсари Булонського лісу» — французький кінофільм з Луї де Фюнесом.

## Сюжет
Гектор (Раймон Б'юссьєр), Адель (Анетта Пуавр) і Сипріан (Крістіан Дювалекс) — бідні вуличні музиканти, які мріють прославитись і розбагатіти — придумують план, як досягнути цієї мети. Вони вирішують відправитись у плавання на плоту, щоби привернути до себе увагу. До реалізації свого плану вони підключають доньку багатого промисловця (Жан Озенн) Кароліну Гроссак (Вера Норман), з якою познайомились в Булонському лісі. Сім'я Гроссак фінансує цей проект, на пляжі в Сен-Тропе зводиться переконлива конструкція релігійної спрямованості. Добре організована реклама забезпечує музикантам тріумфальне повернення в Париж.

## Цікаві факти
- Луї де Фюнес виконав епізодичну роль комісара поліції.